# Pseudotocepheus vicarius
Pseudotocepheus vicarius är en kvalsterart som beskrevs av Balogh och Sandór Mahunka 1978. Pseudotocepheus vicarius ingår i släktet Pseudotocepheus och familjen Tetracondylidae. Inga underarter finns listade i Catalogue of Life.